# Альпиния
Альпиния (лат. Alpinia) — род травянистых растений семейства Имбирные (Zingiberaceae). Включает в себя около 240 видов, произрастающих в тропических и субтропических зонах Азии и Океании. Род назван в честь итальянского ботаника XVII века Просперо Альпини.
Исследование ДНК, показало, что род Альпиния полифилетический. Он представлен шестью кладами, распределёнными в трибе Alpinieae, что не соответствует классификации рода по Смиту (1990). Для определения таксонов в этом роду требуются дальнейшие исследования.

## Применение в народной медицине
Наиболее широко применяется Alpinia galanga, её действие и вкус похожи на Kaempferia galanga.
- Корневище применяется для приготовления тинктуры, применяемой наружно при грибковых заболеваниях кожи.
- Корневище применяется для приёма внутрь, для улучшения пищеварения, борьбы с кишечными инфекциями, при диабете второго типа, бронхитах, ревматизме, а также в качестве афродизиака.

## Виды
Род насчитывает более 240 видов.
Наиболее распространённые
- Alpinia abundiflora Burtt & R.M.Sm.
- Alpinia caerulea (R.Br.) Benth.
- Alpinia conchigera Griff.
- Alpinia emaculata S.Q.Tong
- Alpinia galanga (L.) Willd.
- Alpinia javanica Blume
- Alpinia luteocarpa Elmer — Альпиния желтоплодная
- Alpinia mutica Roxb.
- Alpinia nutans (L.) Roscoe — Карликовый кардамон, или Имбирная лилия
- Alpinia officinarum Hance — Альпиния лекарственная, или Калган лекарственный, или Галангал малый
- Alpinia petiolata Baker
- Alpinia purpurata (Vieill.) K.Schum. — Альпиния пурпурная, или красный имбирь
- Alpinia rafflesiana Wall. ex Baker
- Alpinia siamensis K.Schum. [syn.  Alpinia zingiberina Hook.f.]
- Alpinia vittata W.Bull [syn.  Alpinia sanderae Sander — Альпиния Сандера]
- Alpinia zerumbet (Pers.) B.L.Burtt & R.M.Sm. — Альпиния церумбет

|                   |  |  |
| Альпиния церумбет |  |  |